# Anna Banti
Anna Banti, nascida Lucia Lopresti, (Florença, 27 de junho de 1895 – Massa, 2 de setembro de 1985) foi uma escritora, historiadora de arte, crítica de arte e tradutora italiana.